# 小行星12595
小行星12595（12595 Amandashaw）是一颗绕太阳运转的小行星，为主小行星带小行星。该小行星于1999年9月9日发现。

## 轨道参数
小行星12595的轨道半长轴为2.2763653 UA，离心率为0.172。